# Wichheimer Mühle
Die Wichheimer Mühle war eine Wassermühle in Köln-Holweide an der Strunde.

## Geschichte
Über den Ursprung der Wichheimer Mühle gibt es bisher keine Unterlagen. Eine Urkunde aus dem Jahr 1381 enthält einen Hinweis darüber, dass Ludwig von Menden und seine Frau die ihnen zustehenden Zinsen und Rechte an der Mühl zu Wichheim dem Allerheiligenhospital verkauft habe. Als Vollmühle und als Ölmühle war sie Zwangsmühle für die Umwohner zum Besitz des Freiherrn von Fürstenberg. Der Mülheimer Kaufmann Heinrich Moll hatte 1812 die Mühle erworben und umgebaut. Sie verrichtete ihre Dienste noch bis nach dem Ersten Weltkrieg. Das inzwischen morsch gewordene unterschlächtige Wasserrad wurde um 1934 entfernt und der Betrieb auf Elektrizität umgestellt. Es handelte sich um eine Getreide- und Futtermühle für die Ortsanwohner. Durch einen Brand wurde die Mühle 1961 zerstört. Man baute sie zwar wieder auf, es gab aber wieder neue Brände. 1972 erwarb der Tiefbauunternehmer Franz Dresbach das seit 1931 im Eigentum der Stadt Köln stehende Anwesen. Inzwischen ist hier ein ansprechendes Wohnensemble entstanden.
Die Mühle steht unter Denkmalschutz.